# 주세페 가리발디 (C551)

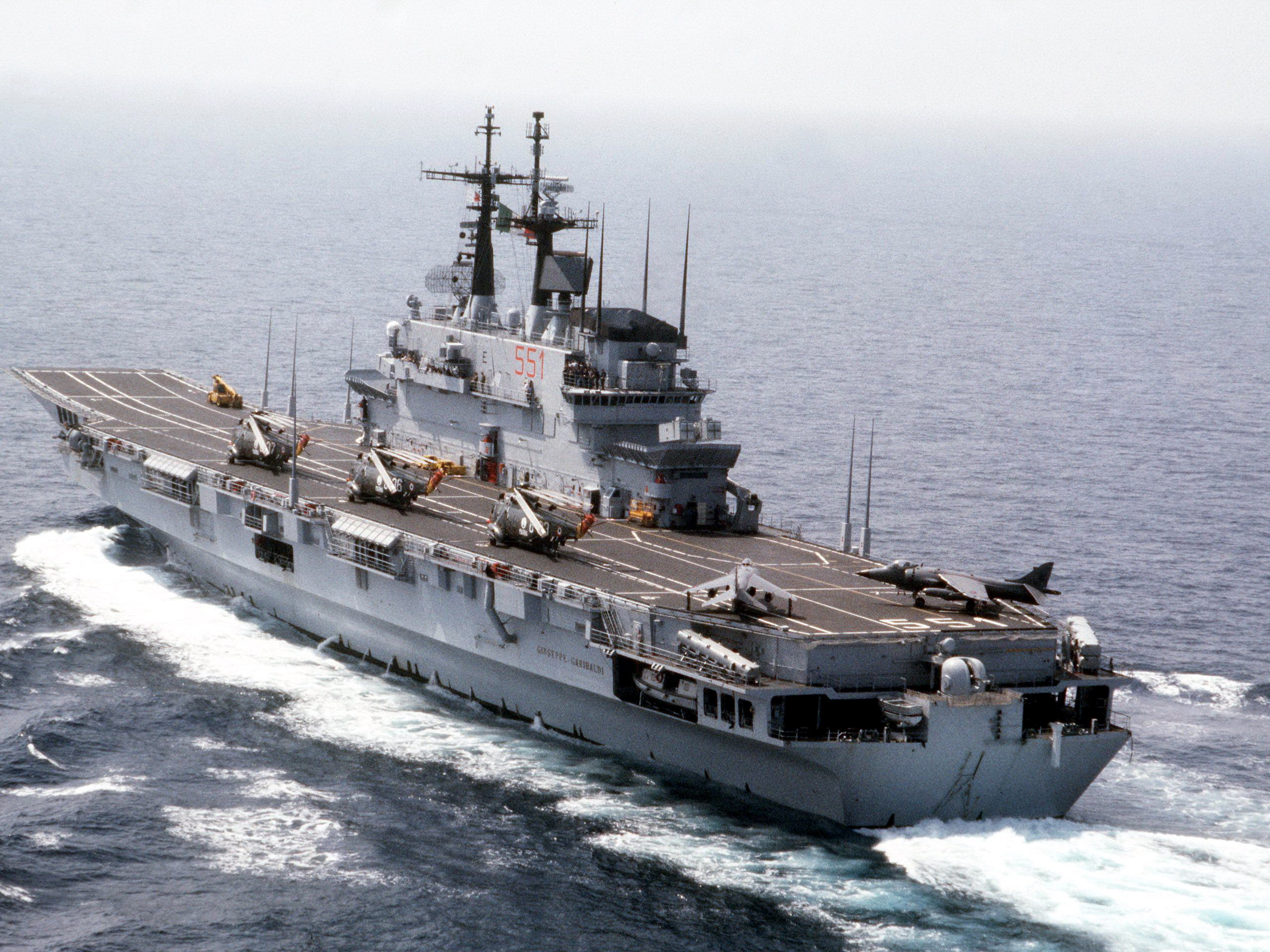

주세페 가리발디 항공모함은 이탈리아 해군의 항공모함이다. 이탈리아 함대 Marina Militare Italiana의 기함이다. 1983년에 진수되어 1985년 9월 30일 실전배치되었다. 가리발디는 CVS–ASW 또는 대잠전 항공모함으로 분류되며, 타란토에 기항하고 있다.

## 주세페 가리발디
주세페 가리발디는 이탈리아의 혁명가로 이탈리아가 수십개의 나라로 갈려저있던 19세기 붉은 셔츠단을 조직하여 이탈리아 일부지역을 정복하고 차지한 모든 영토를 샤르데냐의 카보우르 백작에 기증한 이탈리아통일의 영웅이다.

## 비교대상
가리발디(13000톤)는 한국의 강습상륙함 독도함(19000톤) 보다 작은데도 불구하고, 해리어 16대를 탑재하여 경항공모함으로 분류되고 있다. 가리발디도 처음에는 헬기만 탑재했다.
| 함명                     | 국가     | 건조년도 | 길이(m) | 만재배수량(톤) | 헬기 | 수직이착륙기 | 속력(노트) | 마력    | 종류       |
| ------------------------ | -------- | -------- | ------- | -------------- | ---- | ------------ | ---------- | ------- | ---------- |
| 독도함                   | 대한민국 | 2005     | 199     | 19000          | 15   | 0            | 23         | 41,615  | LPH        |
| 휴우가함                 | 일본     | 2007     | 197     | 18000          | 11   | 0            | 30         | 100,000 | DDH        |
| 22DDH                    | 일본     | 2014     | 248     | 27000          | 14   |              | 30         | 112,000 | DDH        |
| 미스트랄함               | 프랑스   | 2004     | 199     | 21300          | 35   | 0            | 19         | 48,679  | BPC        |
| 프린시페 데 아스투리아스 | 스페인   | 1988     | 196     | 17190          | 29   | 29           | 27         | 46,400  | 경항공모함 |
| 주세페 가리발디          | 이탈리아 | 1985     | 180     | 13500          | 18   | 16           | 30         | 82,000  | 경항공모함 |
| 인빈시블                 | 영국     | 1977     | 209     | 20700          | 20   | 20           | 28         | 97,000  | CVS        |
| 오오스미                 | 일본     | 1995     | 178     | 13000          | 0    | 0            | 22         | 26,000  | LST        |
| 짜끄리 나르벳            | 태국     | 1996     | 183     | 11486          | 14   | 14           | 25.5       | 55,450  | 경항공모함 |

DDH-181 휴우가는 이탈리아 해군의 13,850톤급인 주세페 가리발디 항공모함, 스페인 해군의 17,000 톤급 프린시페 데 아스투리아스 항공모함, 영국 해군의 21,000 톤급 인빈시블급 항공모함과 비슷한 외형을 갖추고 있다. PBS 다큐멘터리에 따르면, 휴우가는 제2차 세계대전 이후 제작된 최초의 일본 항공모함이 될 것이라고 한다. 타이의 짜끄리 나르벳은 프린시페 데 아스투리아스를 기반으로한 축소형이다.

## 같이 보기
- 카보우르 항공모함 - 이탈리아 해군은 13,000톤 가리발디와 30,000톤 카보우르의 2척의 항공모함을 사용하고 있다.

## 참고
1. ↑  Hutchison, Harold C. (2007년 8월 25일). “Japan's Secret Aircraft Carriers”. Strategypage.com]. 2008년 7월 13일에 확인함. |publisher=에 외부 링크가 있음 (도움말); (일본어) JMSDF's new carrier, launch video.
2. ↑  PBS/WNET, NYC: "Japan's About-Face: The military's shifting role in post-war society." July 8, 2008; Teslik, Lee Hudson. "Backgrounder; Japan and Its Military," 보관됨 2010-01-25 - 웨이백 머신 Council on Foreign Relations. April 13, 2006; Hsiao, Russell. "China navy floats three-carrier plan," 보관됨 2009-11-28 - 웨이백 머신 Asia Times (Hong Kong). January 8, 2008; "Meet Japan's New Destroyer - Updated,"[깨진 링크(과거 내용 찾기)] Information Dissemination (blog). August 23, 2007.